# Первый дивизион шотландской Футбольной лиги
 Первый дивизион шотландской Футбольной лиги — упразднённый высший дивизион шотландской Футбольной лиги и второй высший дивизион в системе футбольных лиг Шотландии.
Дивизион был представлен в 1975 году, чтобы заменить старый Второй дивизион Шотландской Лиги. Чемпионат содержал десять команд и каждый год первая команда выходила в Премьер-лигу Шотландии, если соответствовала критериям стадиона. Последняя команда автоматически переходила во Второй дивизион, предпоследняя в конце сезона играла плей-офф со вторым, третьим и четвёртым клубами Второго дивизиона. За победу получали три очка и одно за ничью.
Упразднен в 2013 году после образования Шотландской профессиональной футбольной лиги, слиянием Шотландской Премьер-лиги и Футбольной Лиги Шотландии, и заменен Чемпионшипом.

## Спонсорство
20 июля 2007 было объявлено, что Футбольная лига Шотландии будет спонсироваться Шотландским безалкогольным напитком Айрн-Брю на следующие три сезона.

## Победители Первого дивизиона
| Сезон   | Победитель                | Второй             |
| ------- | ------------------------- | ------------------ |
| 1998/99 | Хиберниан                 | Фалкирк            |
| 1999/00 | Сент-Миррен               | Данфермлин Атлетик |
| 2000/01 | Ливингстон                | Эйр Юнайтед        |
| 2001/02 | Партик Тисл               | Эйрдрионианс       |
| 2002/03 | Фалкирк                   | Клайд              |
| 2003/04 | Инвернесс Каледониан Тисл | Клайд              |
| 2004/05 | Фалкирк                   | Сент-Миррен        |
| 2005/06 | Сент-Миррен               | Сент-Джонстон      |
| 2006/07 | Гретна                    | Сент-Джонстон      |
| 2007/08 | Гамильтон Академикал      | Данди              |
| 2008/09 | Сент-Джонстон             | Партик Тисл        |
| 2009/10 | Инвернесс Каледониан Тисл | Данди              |
| 2010/11 | Данфермлин Атлетик        | Рэйт Роверс        |
| 2011/12 | Росс Каунти               | Данди              |
| 2012/13 | Партик Тисл               | Гринок Мортон      |